# Here we Stand
Here we Stand es el segundo álbum de estudio de la banda escocesa de indie rock The Fratellis. El álbum fue publicado el 9 de junio de 2008 en el Reino Unido y al día siguiente en los Estados Unidos, y fue su primer material lanzado con el sello Island Records.
Here we Stand alcanzó el puesto N°5 en el UK Albums Chart el 15 de junio de 2008. Cada sencillo contiene tres lados B, excepto el titulado "A Heady Tale", que tiene 2. 

## Lista de canciones
Todas las letras escritas por Jon Fratelli, toda la música compuesta por The Fratellis. 
| N.º   | Título                                                                                                   | Duración |  |
| 1.    | «My Friend John»                                                                                         | 3:01     |  |
| 2.    | «A Heady Tale»                                                                                           | 4:53     |  |
| 3.    | «Shameless»                                                                                              | 3:56     |  |
| 4.    | «Look Out Sunshine!»                                                                                     | 3:53     |  |
| 5.    | «Stragglers Moon»                                                                                        | 4:31     |  |
| 6.    | «Mistress Mabel»                                                                                         | 4:28     |  |
| 7.    | «Baby Doll»                                                                                              | 4:41     |  |
| 8.    | «Tell Me a Lie»                                                                                          | 3:58     |  |
| 9.    | «Acid Jazz Singer»                                                                                       | 4:21     |  |
| 10.   | «Lupe Brown»                                                                                             | 5:26     |  |
| 11.   | «Milk and Money»                                                                                         | 4:42     |  |
| 12.   | «Jesus Stole My Baby» (Disponible en algunos países en el CD, y para todo el mundo en descarga digital.) | 4:22     |  |
| 13.   | «Moriarty's Last Stand» (Solo disponible en la versión deluxe del álbum)                                 | 4:11     |  |
| 53:43 | |          |  |

### Versión Deluxe
Con el CD del álbum con la canción inédita "Moriarty's Last Stand" también viene un DVD con los siguientes contenidos:
- The Year of the Thief (Documental)
- Live from Abbey Road (contiene "Mistress Mabel", "Flathead" y "Milk and Money")
- Music Videos (contiene los videos musicales de "Mistress Mabel" y "Look Out Sunshine!")
- Live at the Fillmore, San Francisco (Concierto entero)

## Videojuegos
- En la banda sonora del juego de fútbol FIFA 09 se encuentra la Canción "Tell Me a Lie".[3]

- Por su parte, "My Friend John" se encuentra en la banda sonora de Forza Motorsport 3.

## Créditos
| Banda - Jon Fratelli – Guitarra eléctrica, Vocalista principal - Barry Fratelli – Bajo eléctrico - Mince Fratelli – Percusión Personal Adicional - Representantes: Anthony McGill @ Numb Music - Fotografía de Portada: Chip Simons - Fotografía de la banda: Scarlett Page - Logo: Mark James | Producción - The Fratellis - Productor - Tom Lord-Alge - Mezclador - Giles Hall and Paul Stacey - Mezclador de "Jesus Stole My Baby" en el "Strangeways studio", Londres - Giles Hall - Mezclador de "Moriarty's Last Stand" en "Cava Studios", Glasgow - Giles Hall y Stuart McCredie - Audio, asistido por Alan Moffat - Grabado en "The Playground", Glasgow - Publicado por EMI Music Publishing - Mike Mooney - Productor ejecutivo por Island Records Créditos de la Versión de Lujo - Justin Kreutzmann - Editor y Director de "Documental The Year of the Thief" - Live at the Fillmore - Producido por Kendra Wester, editado por Seb Lloyd y Sian Fever, Audio Grabado por Tony Brooke. - Abbey Road - Producido por Michael Gleason y Peter van Hooke para "Live from Abbey Road Ltd". |

## Posicionamiento en listas
| Listas                      | Proveedor                   | Posición | Ventas   | Certificación |
| --------------------------- | --------------------------- | -------- | -------- | ------------- |
| Irish Albums Chart          | IRMA                        | 13       |          |               |
| UK Album Chart              | The Official Charts Company | 5        | 100,000+ | Oro           |
| US Billboard 200            | Billboard                   | 80       | 10,000+  |               |
| Swiss Album Chart           |                             | 25       |          |               |
| Australian ARIA Album Chart |                             | 20       |          |               |